# Centrum kongresowe

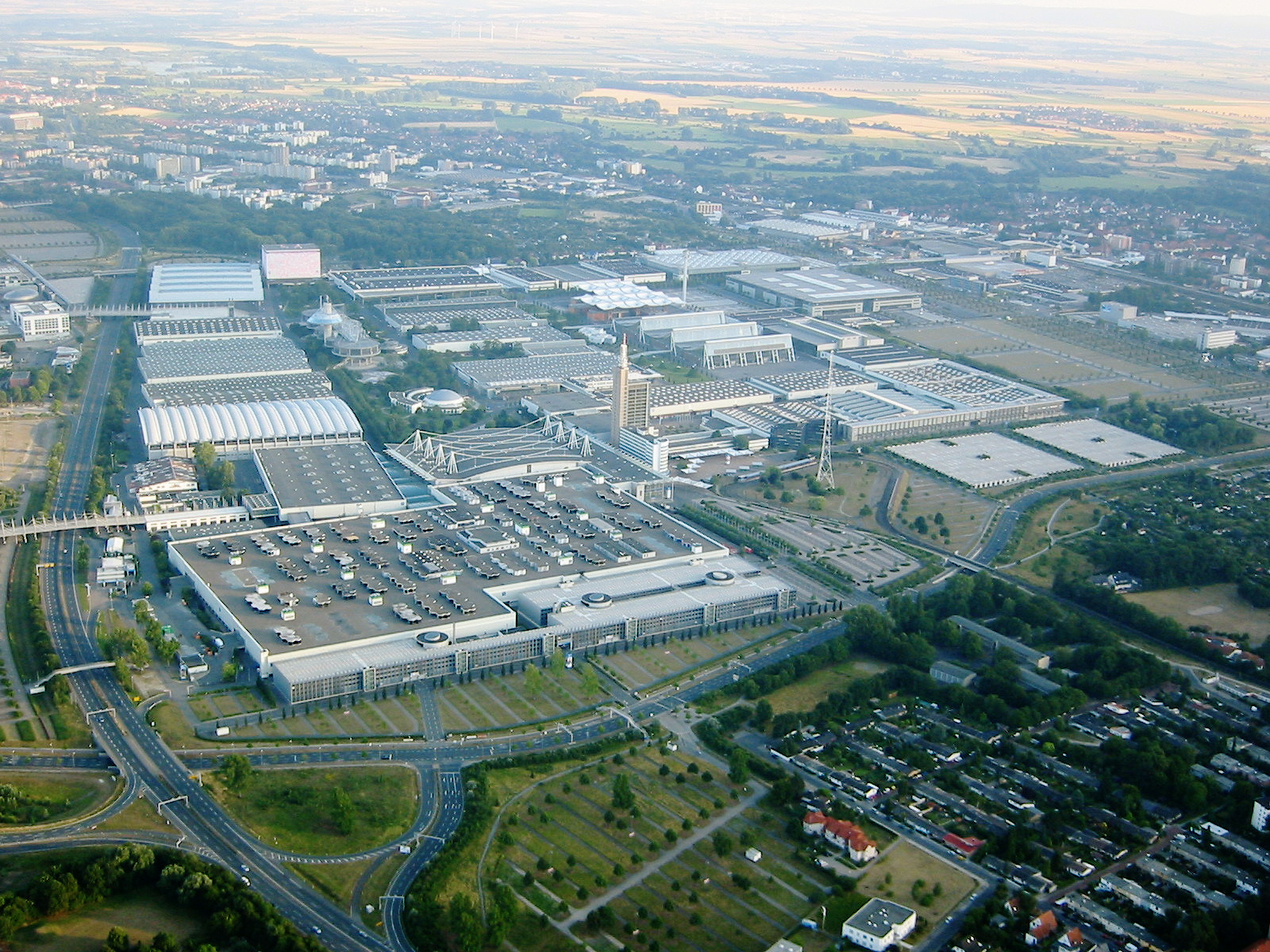
Messe Hannover w Hanowerze (2008)

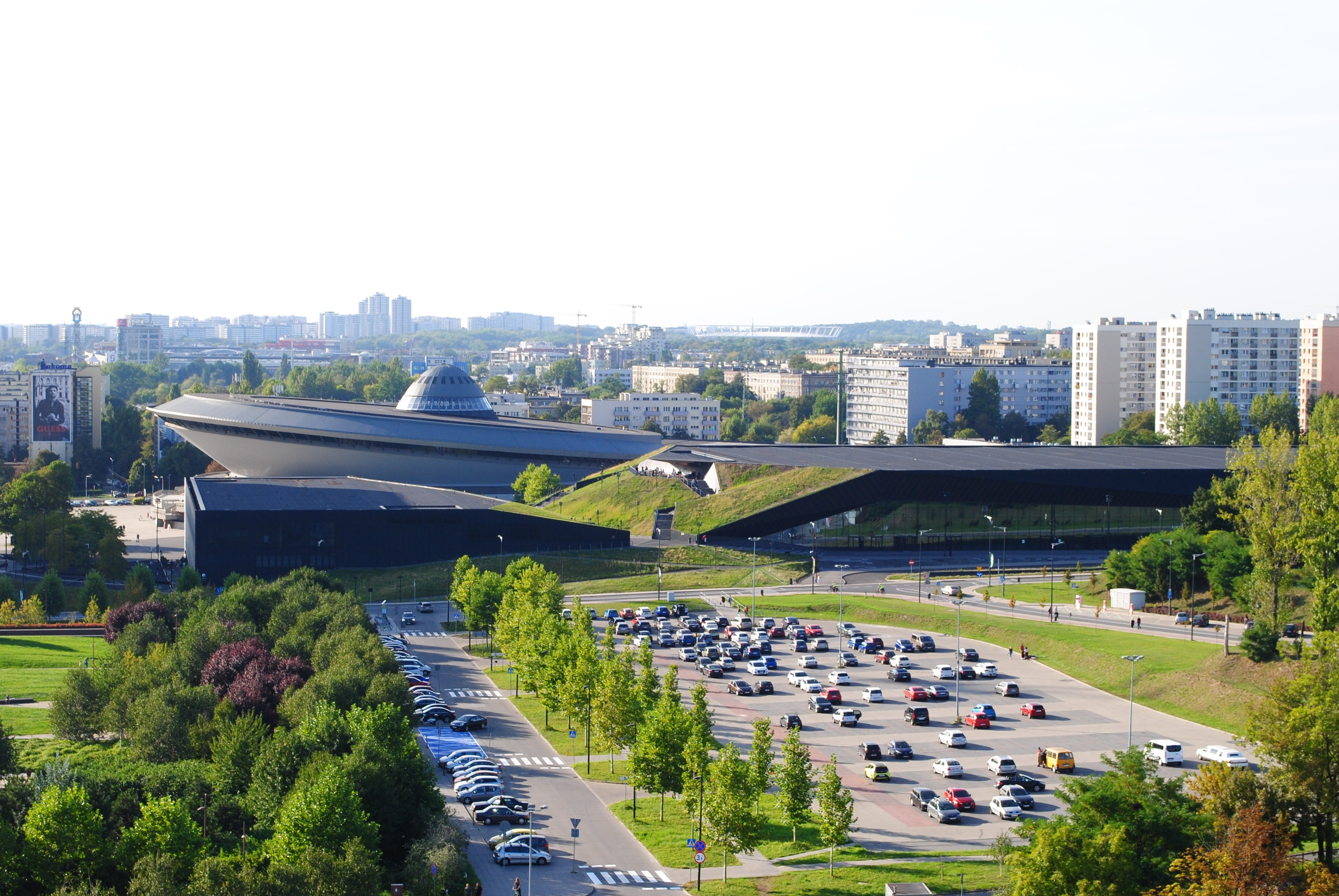
Międzynarodowe Centrum Kongresowe w Katowicach – największy tego typu obiekt w Polsce (2020)

Centrum kongresowe (także centrum konferencyjne) – budynek bądź grupa budynków przeznaczonych do organizacji konferencji i kongresów, a także szkoleń, seminariów, bankietów i innych tego typu wydarzeń. 
Obiekt taki dysponuje dużą halą czy aulą, a zazwyczaj także dodatkowymi salami konferencyjnymi i dużym terenem zewnętrznym. Ponadto może być wyposażony m.in. w sprzęt audiowizualny, kabiny do tłumaczeń symultanicznych, pokoje służące mniejszym spotkaniom bądź innym celom, np. cateringowi, a także w pomieszczenia techniczne czy biura. Centrum kongresowe projektowane jest w taki sposób, aby umożliwić wśród uczestników swobodną wymianę informacji, poglądów i doświadczeń, a także by pełnił funkcję integracyjną.
Do popularnych miejsc lokalizacji centrów kongresowych należą stolice państw i regionów, charakteryzujące się bogatym dziedzictwem kulturowym czy rozwiniętą ofertą usług. Bardzo często znajdują się one w pobliżu najważniejszych atrakcji turystycznych miasta, punktów handlowo-usługowych bądź zaplecza gastronomicznego. Powstają one także w pobliżu wielkich portów lotniczych. Obiekt ten pośrednio staje się przyczyną bądź kontynuacją urbanistycznego rozwoju dzielnicy bądź całego ośrodka miejskiego. 
Centrum kongresowe może przyczynić się do rozwoju lokalnych gospodarek, a jego powstaniu towarzyszy przeważnie rozwój zaplecza gastronomicznego i hotelarskiego. Jednocześnie może być impulsem dla miasta do zabiegania o imprezy masowe czy kongresy o zasięgu międzynarodowym. Centrum kongresowe staje się jednym z narzędzi promocji miasta, przyczynia się do rozwoju regionu i kształtuje jego potencjał turystyczny (turystyki biznesowej).
Dynamiczny rozwój centrów kongresowych nastąpił po II wojnie światowej i datowany był od lat 60. i 70. XX wieku, zwłaszcza w Europie Zachodniej i Stanach Zjednoczonych. W kolejnym dziesięcioleciu zaczęły powstawać tego typu obiekty także w Azji (m.in. w Singapurze, Hongkongu czy Szanghaju), Afryce (w RPA), a także w Europie Środkowo-Wschodniej (w tym Czechy i Węgry). 
Największym centrum kongresowym na świecie (stan na 2023 rok) jest Messe Hannover w niemieckim Hanowerze. Jego łączna powierzchnia wynosi 554 tys. m². Corocznie odbywają się tam Targi Hanowerskie – targi przemysłowe gromadzące ponad 5 tys. wystawców. W Polsce największym tego typu obiektem jest Międzynarodowe Centrum Kongresowe w Katowicach, z salą wielofunkcyjną mogącą pomieścić 8 tys. osób w układzie teatralnym.

## Wybrane przykłady w Polsce

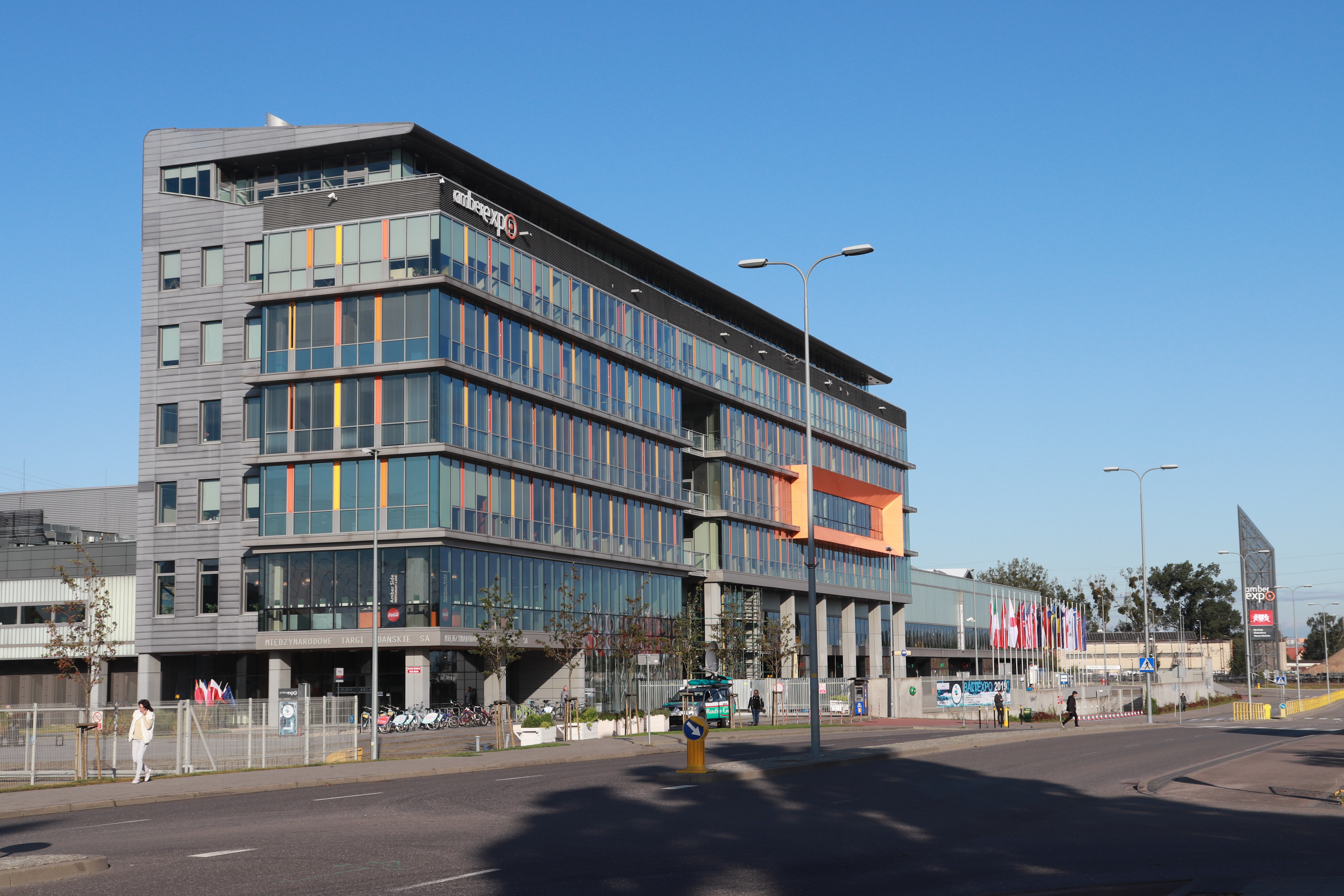
AmberExpo w Gdańsku (2019)

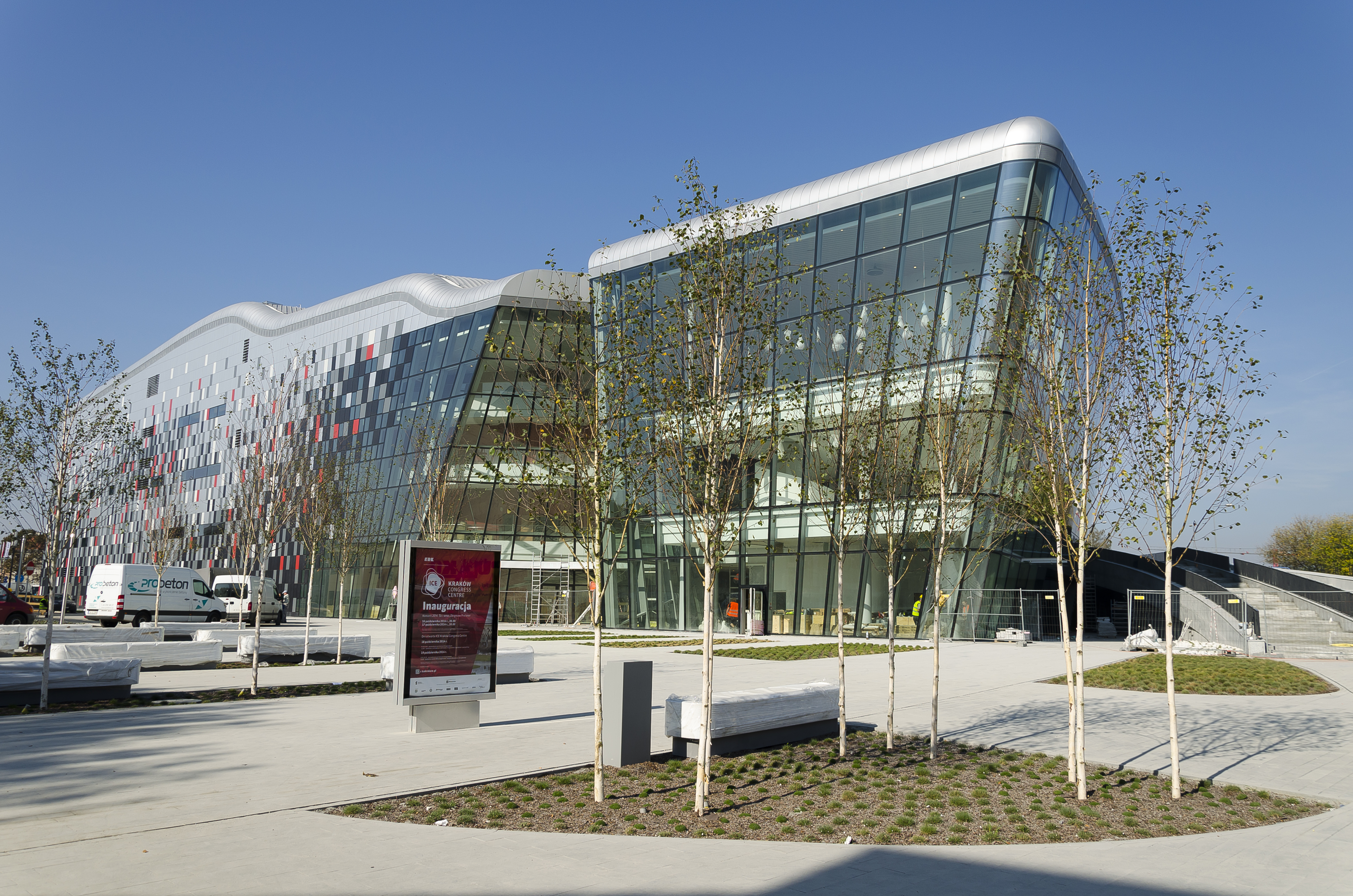
Centrum Kongresowe ICE Kraków

- Centrum Wystawienniczo-Kongresowe AmberExpo – Gdańsk[4]
- Międzynarodowe Centrum Kongresowe w Katowicach – Katowice[8]
- Centrum Kongresowe Targi Kielce – Kielce[4]
- Centrum Kongresowe ICE Kraków – Kraków[13]
- Międzynarodowe Centrum Targowo-Kongresowe Expo Kraków – Kraków[13]
- Lubelskie Centrum Konferencyjne – Lublin[8]
- Wrocławskie Centrum Kongresowe – Wrocław[4]

## Wybrane przykłady z zagranicy
- São Paulo Expo(inne języki) – São Paulo, Brazylia[12]

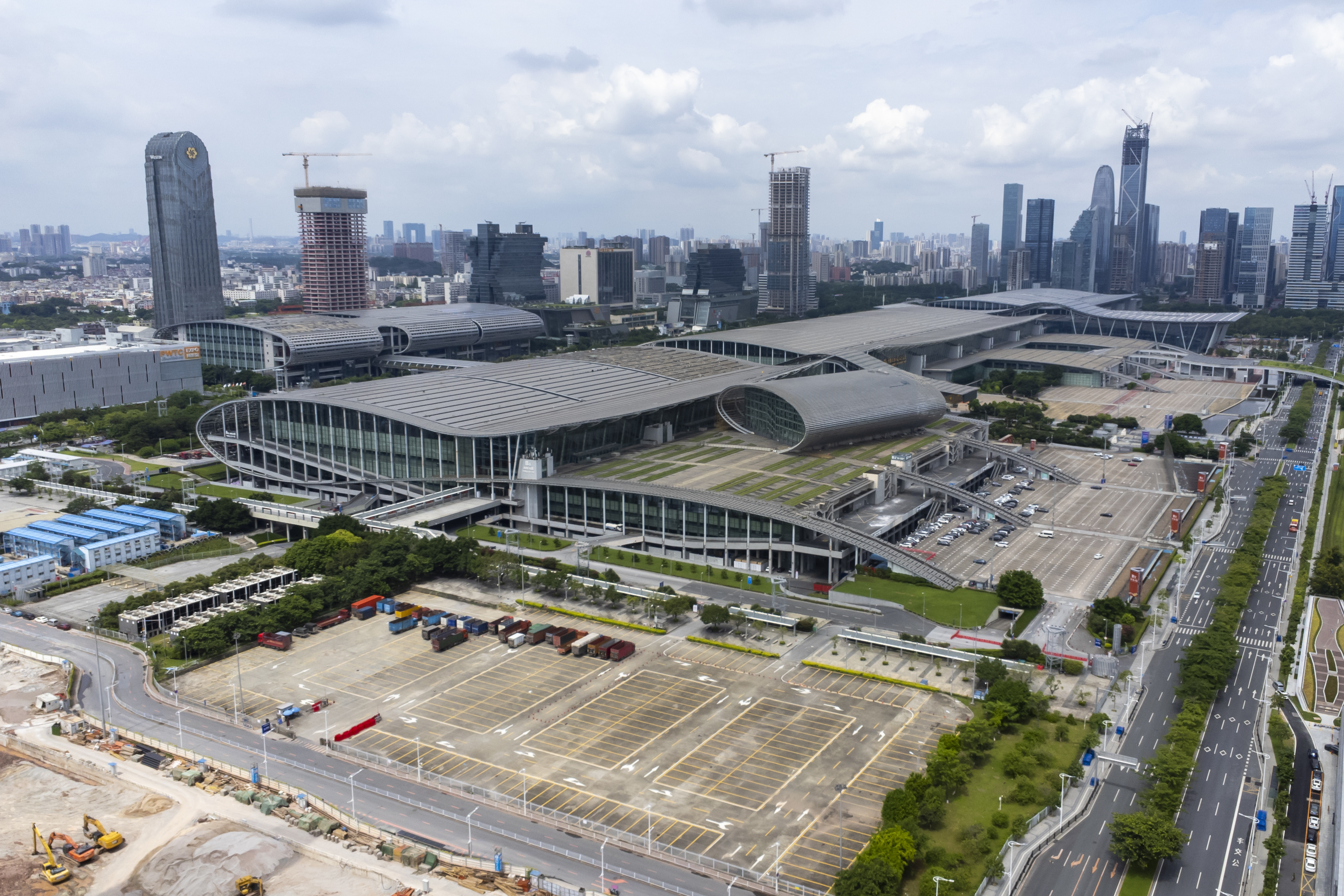
Kompleks Targów Kantońskich w Kantonie (2023)

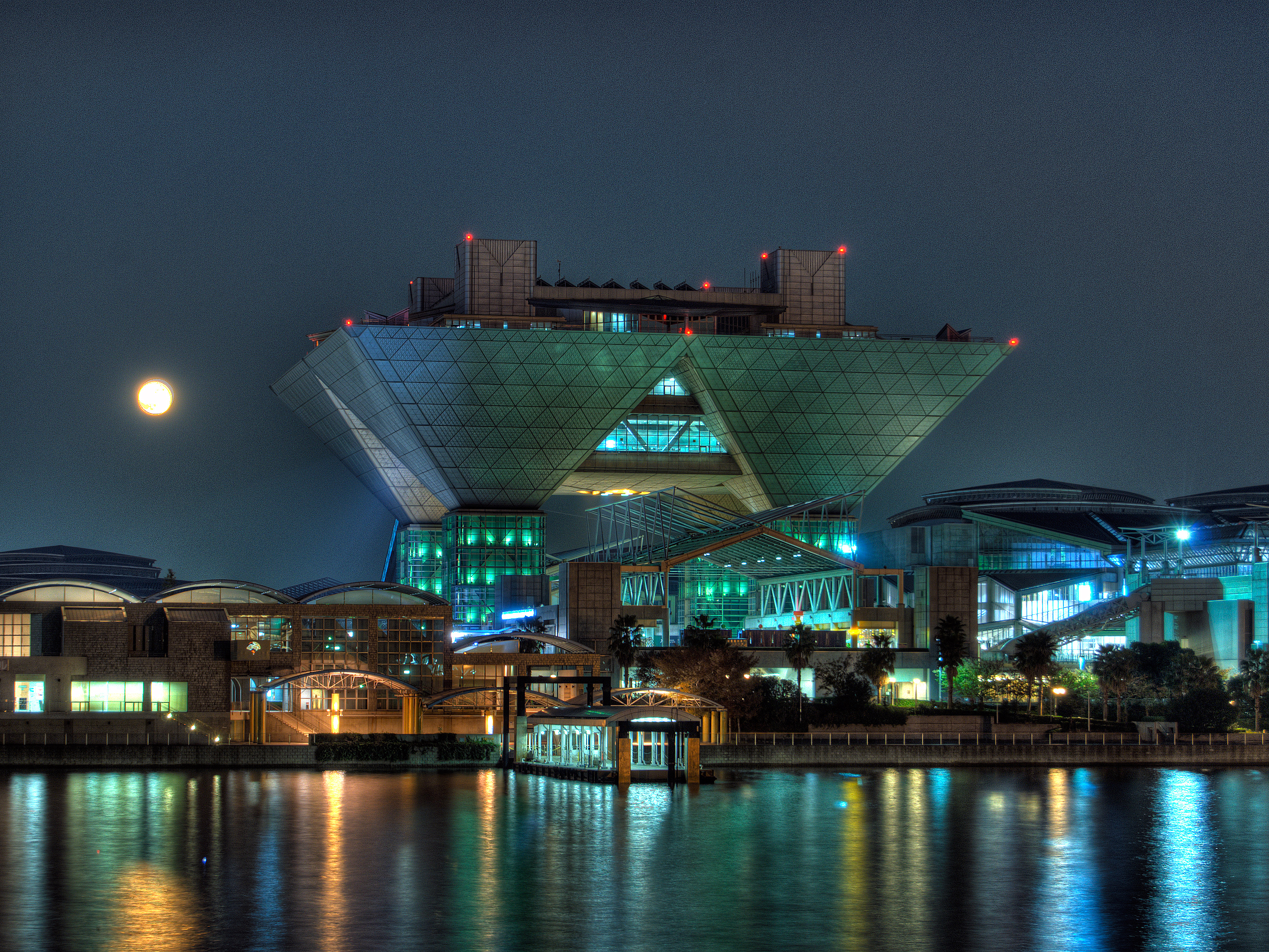
Tokyo Big Sight w Tokio (2007)

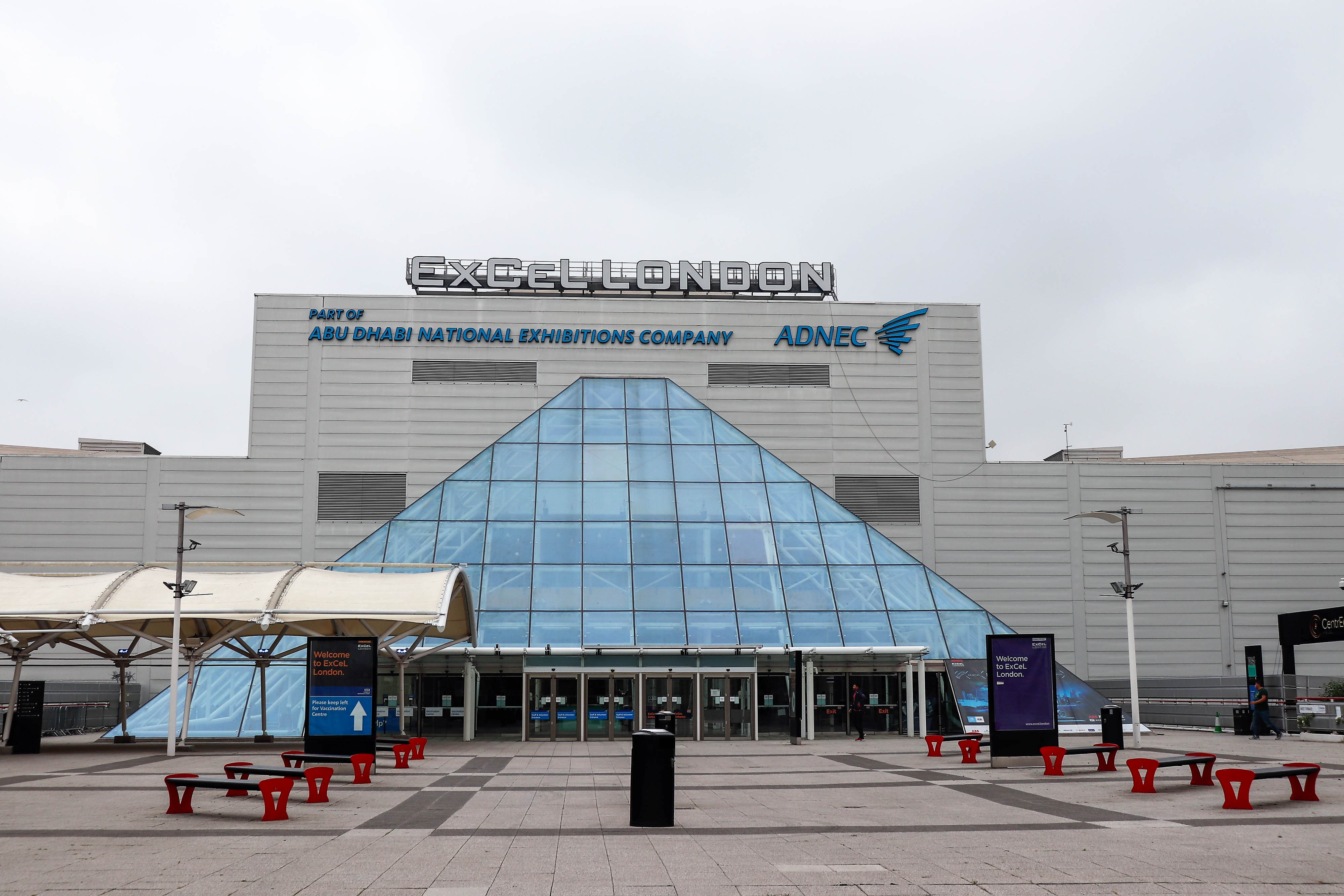
ExCeL w Londynie (2021)

- Międzynarodowe Centrum Wystawowe w Chongqing – Chongqing, Chiny[11]
- Kompleks Targów Kantońskich(inne języki) – Kanton, Chiny[11]
- Centrum Kongresowo-Wystawiennicze Kunming Dianchi – Kunming, Chiny[11]
- Narodowe Centrum Wystawienniczo-Kongresowe (NECC) – Szanghaj, Chiny[11]
- Nowe Międzynarodowe Centrum Wystawowe w Szanghaju(inne języki) – Szanghaj, Chiny[11]
- Parc des expositions de Paris-Nord Villepinte – Paryż, Francja[11]
- Paris Expo Porte de Versailles – Paryż, Francja[11]
- Gran Via – Barcelona, Hiszpania[11]
- Feria Valencia(inne języki) – Walencja, Hiszpania[11]
- Tokyo Big Sight(inne języki) – Tokio, Japonia[12]
- Messe Düsseldorf(inne języki) – Düsseldorf, Niemcy[11]
- Messe Frankfurt – Frankfurt nad Menem, Niemcy[11]
- Messe Hannover(inne języki) – Hanower, Niemcy[11]
- Koelnmesse(inne języki) – Kolonia, Niemcy[11]
- Messe München(inne języki) – Monachium, Niemcy[11]
- Crocus Expo(inne języki) – Moskwa, Rosja[11]
- McCormick Place(inne języki) – Chicago, Stany Zjednoczone[11]
- Venetian Expo(inne języki) – Las Vegas, Stany Zjednoczone[12]
- Orange County Convention Center(inne języki) – Orlando, Stany Zjednoczone[11]
- National Exhibition Centre(inne języki) (NEC) – Birmingham, Wielka Brytania[11]
- ExCeL – Londyn, Wielka Brytania[12]
- Fiera di Bologna(inne języki) – Bolonia, Włochy[11]
- Fiera Milano(inne języki) – Mediolan, Włochy[11]
- Dubai World Trade Centre – Dubaj, Zjednoczone Emiraty Arabskie[12]